# 45e régiment de camouflage du génie
Pour les articles homonymes, voir 45e régiment.
Le 45e régiment de camouflage du génie (russe : 45-й инженерно-маскировочный полк, littéralement du 45e régiment du génie-maskirovka) est une unité des troupes du génie de l'Armée de terre russe, chargée de l'utilisation de matériels factices gonflables. L'unité est créée au sein de l'Armée de terre soviétique pendant la guerre d'Afghanistan comme régiment de sapeurs du génie, avant de prendre son rôle actuel en 2006.

## Historique
Le 45e régiment de sapeurs du génie (numéro d'unité militaire 88870) est créé le 10 février 1980 à Termez en république socialiste soviétique d'Ouzbékistan puis entre huit jours plus tard en Afghanistan. Basé à Kondoz, le régiment opère au profit de la 40e armée à laquelle il est directement subordonné. En cumulant son action pendant toute la guerre, le régiment déblaye 34 km de routes, effectue 94 km de balisage de voies, répare 104 km de routes, en construit 12 km, en élargit 278 km (dont 198 km sur sol rocheux), construit 8 km de ponts, effectue onze mises en place de ponts, neutralise 203 mines, détruit 81 caches et grottes rebelles, pose 397 champs de mine par hélicoptères (VSM-1) et 47 à terre, construit dix postes fortifiés, équipe six points d'eau dont deux puits, détruits 73 sections de route frontalières et répare 96 armes du génie. Il perd 148 hommes. Le régiment est récompensé par l'ordre de l'Étoile rouge.
En janvier-février 1989, le régiment quitte l'Afghanistan et s'installe à Nikolo-Ourioupino (ru).

En 2006, le régiment reçoit un nouveau rôle : opérer des structures gonflables, notamment de chars ou d'autres véhicules, dans le but de tromper l'ennemi. Il est renommé 45e régiment de camouflage du génie et prend le numéro d'unité militaire 58142. Il opère des faux matériels variés, comme des T-72, des chasseurs Soukhoï Su-27, des systèmes antiaériens S-300 ou des systèmes de missiles balistiques OTR-21 Totchka.

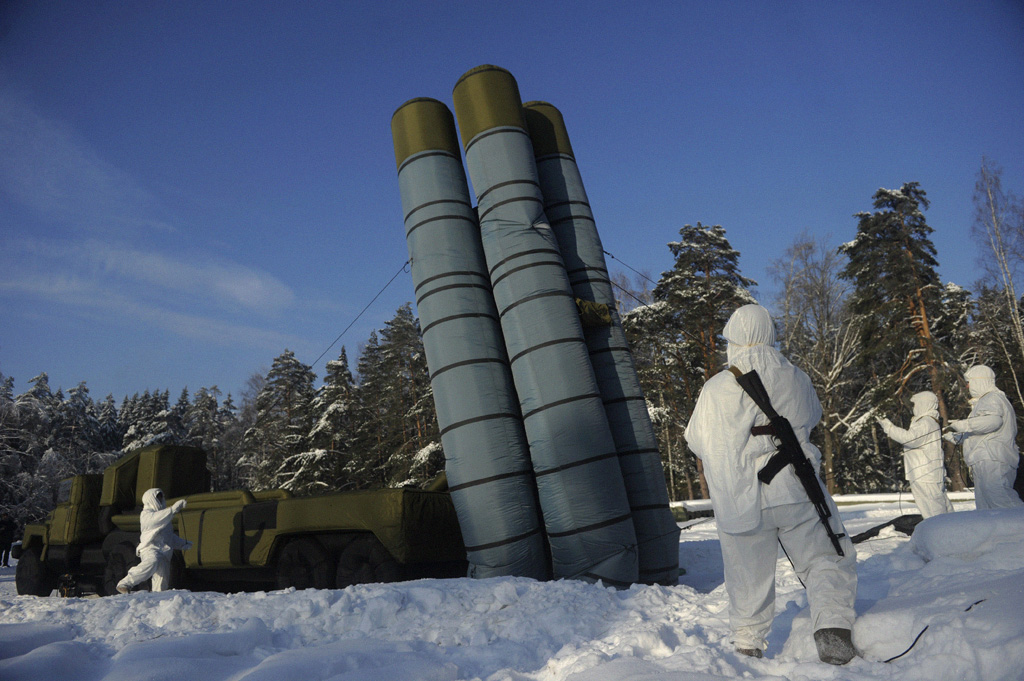
Faux lance-missile sol-air S-300 (janvier 2011).
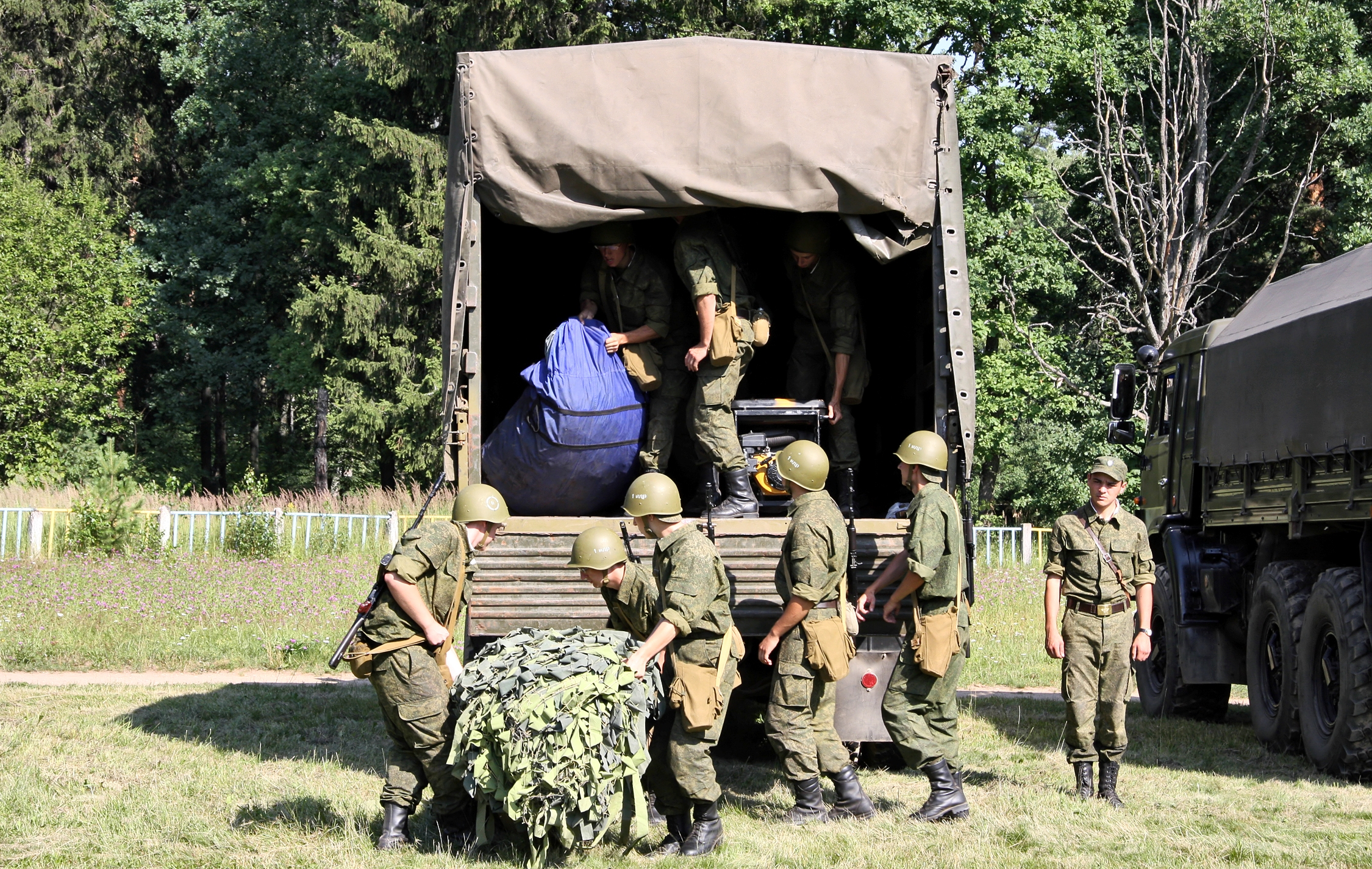
Soldats du régiment déchargeant leurs toiles gonflables d'un camion KamAZ-53212 (de) (juillet 2011).
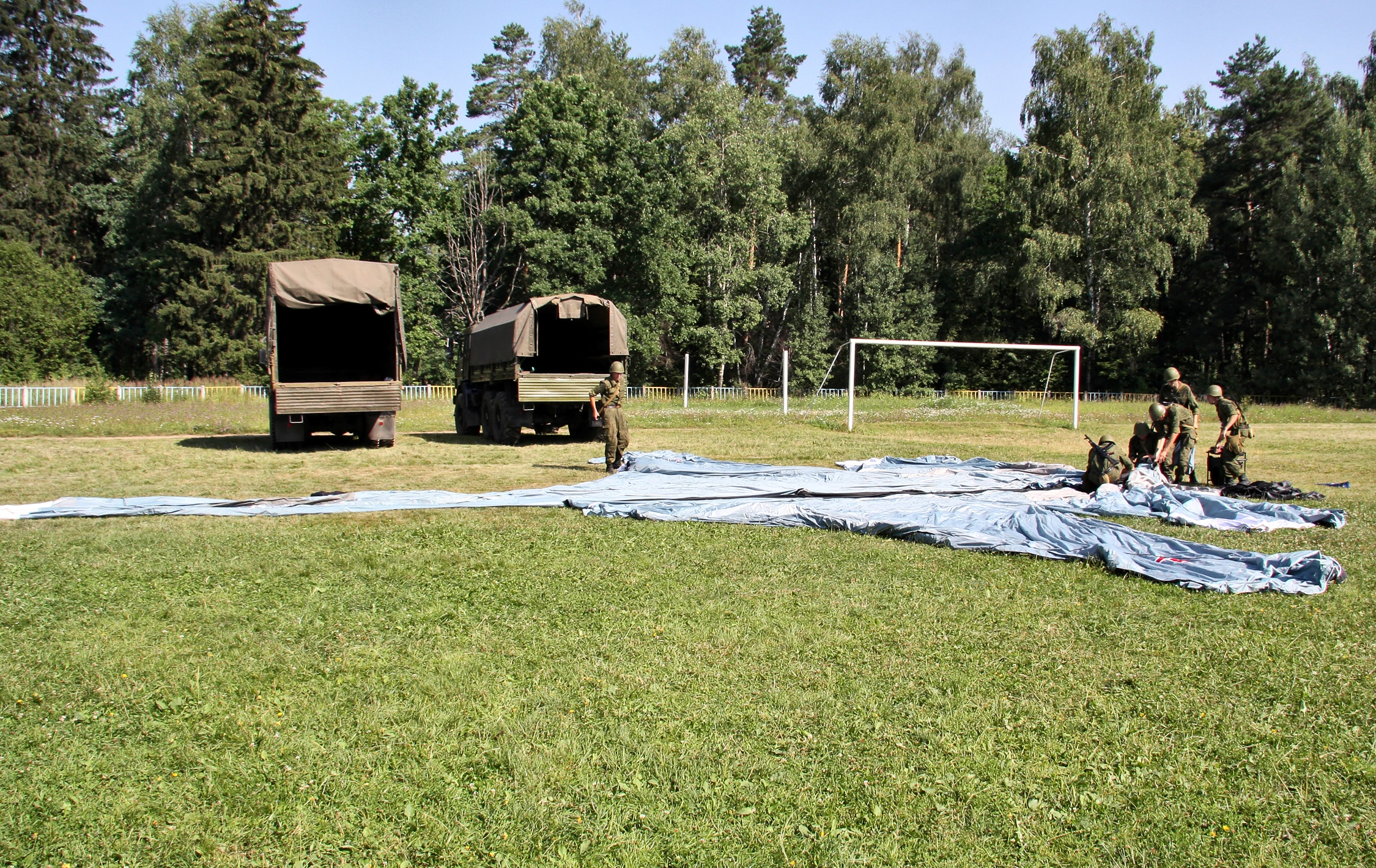
Mise en place de la toile d'un faux chasseur Su-27 (juillet 2011).
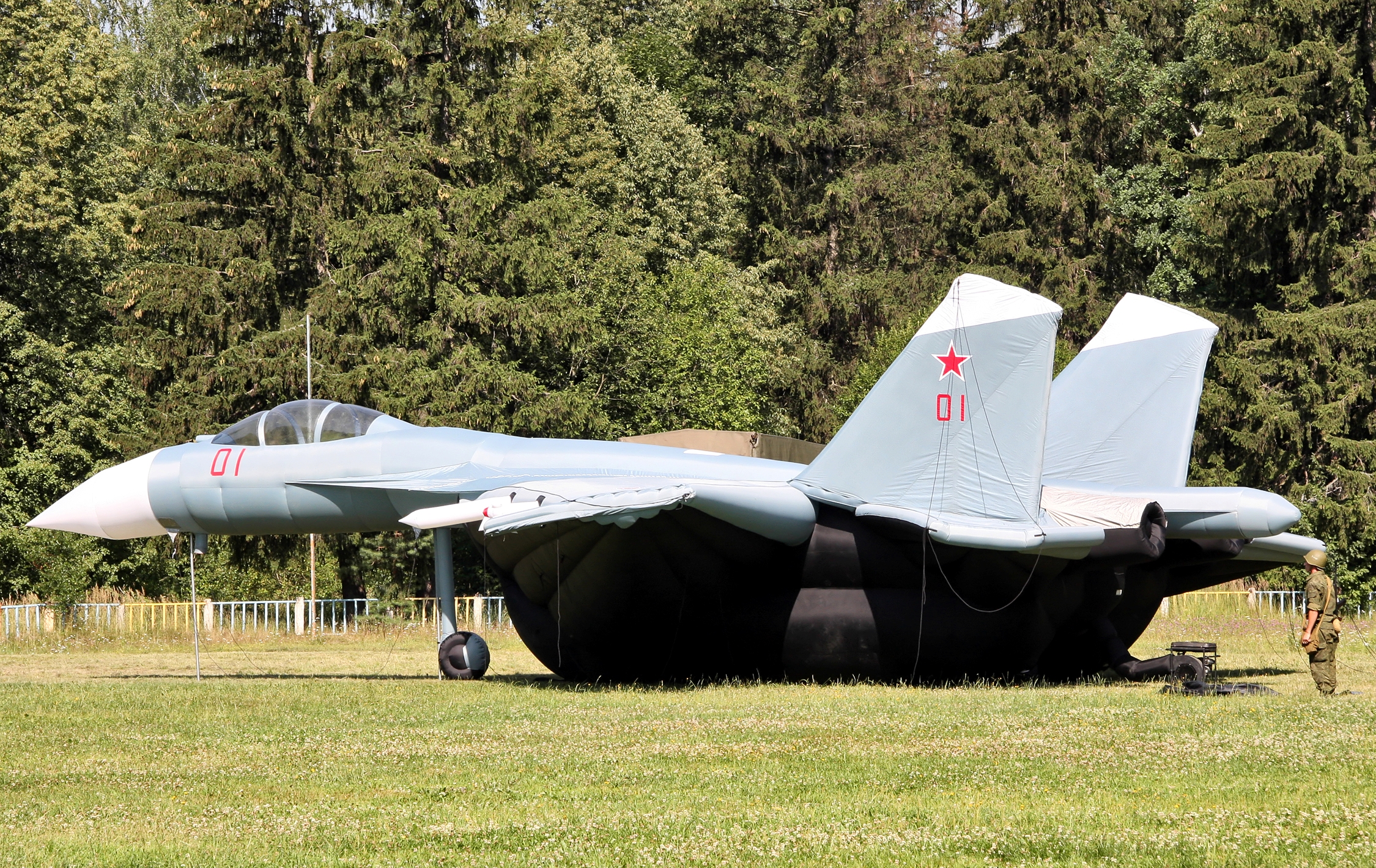
Faux chasseur Su-27 en cours de préparation (juillet 2011).
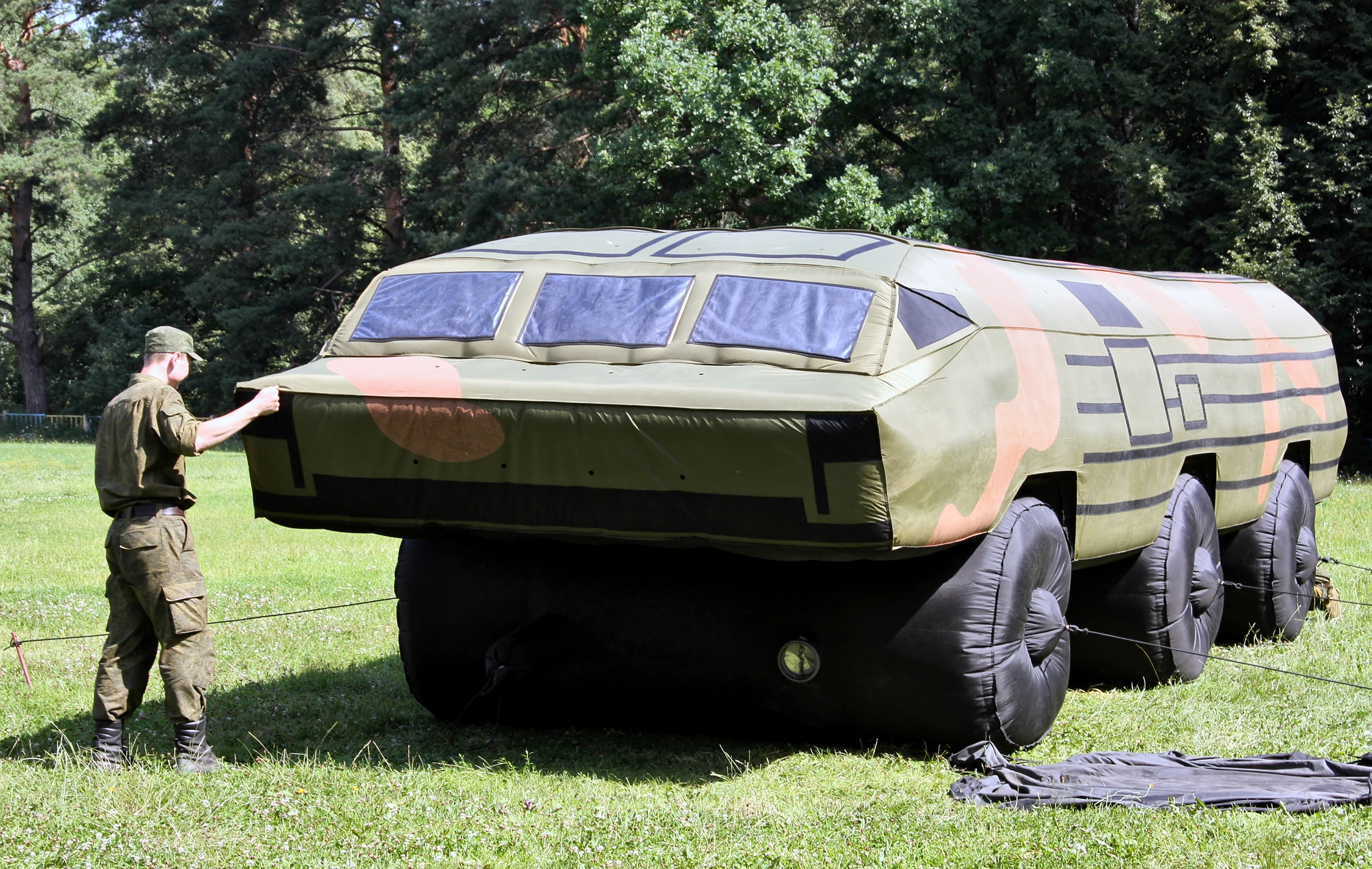
Faux système balistique terrestre Totchka (juillet 2011).
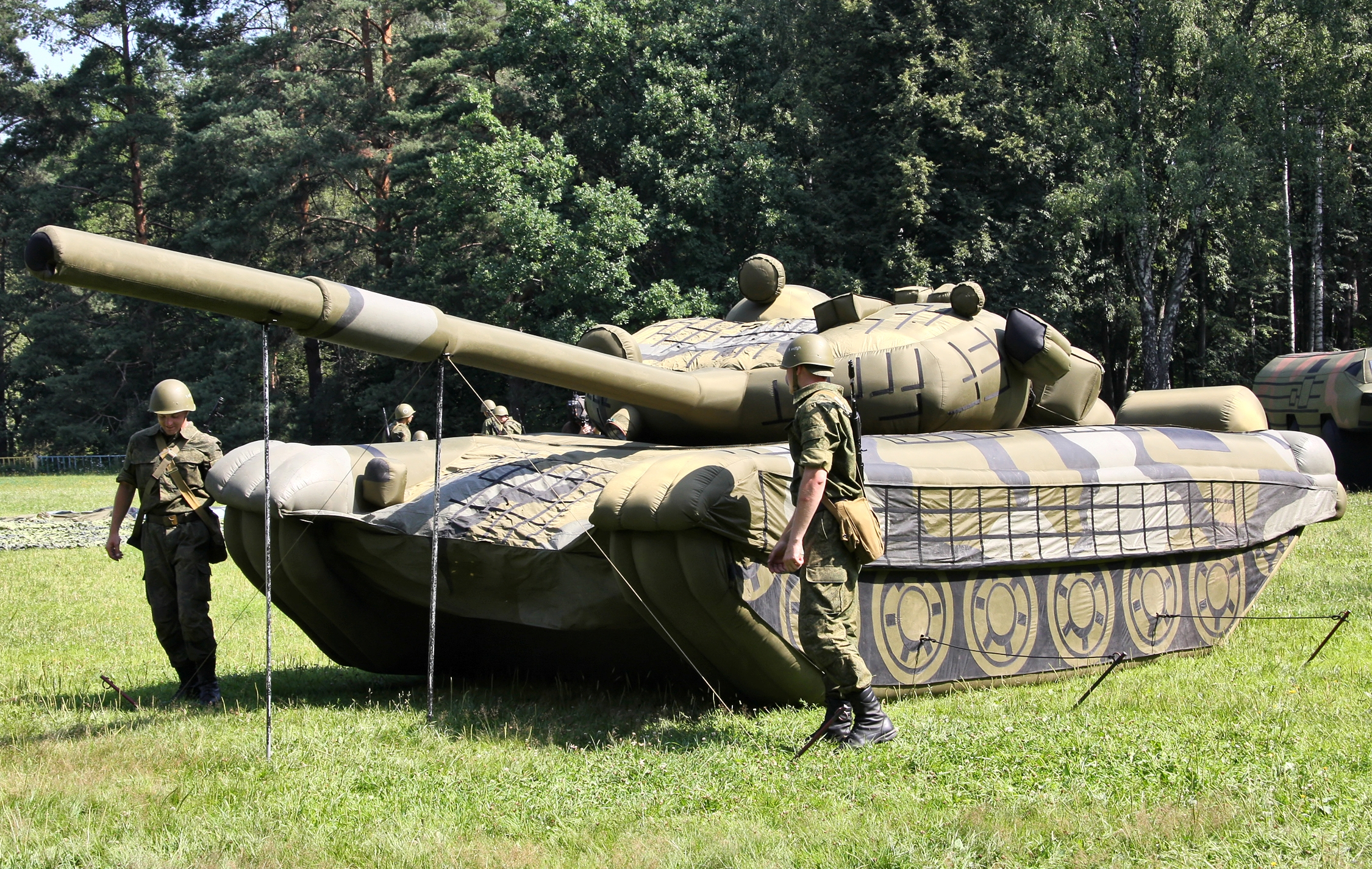
Faux char T-72 (juillet 2011).

En 2012, le régiment fusionne avec le 66e régiment de pontonniers de la Garde, héritier de la 3e brigade motorisée du génie de la Garde Berlinskaïa, pour former la 45e brigade du génie de la Garde Berlinskaïa.
En juin 2017, le régiment est remis sur pied et participe à l'exercice Zapad-17 (en) en septembre. Il opère depuis, en plus des chars T-72 et des S-300, des chasseurs Su-30 et MiG-31, des systèmes sol-air 9K37 Bouk-M1 et des missiles balistiques Iskander-M.
Lors de l'invasion russe de l'Ukraine, le régiment met en œuvre son matériel pour tromper les observateurs et les drones des forces ukrainiennes.